# Sonnenfinsternis vom 22. Juli 2009
Die totale Sonnenfinsternis vom 22. Juli 2009 war mit einer Dauer von 6 Minuten und 38,86 Sekunden die längste totale Sonnenfinsternis des 21. Jahrhunderts und wird erst im Juni 2132 von einer Finsternis mit längerer Totalitätsdauer übertroffen. Die Totalitätszone verlief über Indien und China (u. a. über Shanghai) und zog weiter hinaus auf den Pazifischen Ozean, wo sich auch das Maximum der Finsternis ereignete. Die Breite der Totalitätszone betrug dort 259 Kilometer. In Shanghai lag die Totalitätsdauer bei ungefähr 5 Minuten.
In ihrer partiellen Phase konnte die Finsternis in einem großen Teil Asiens beobachtet werden. Von Europa war die Finsternis nicht beobachtbar.

## Klassifikation der Finsternis
Da der Mond am Vortag der Finsternis seinen erdnächsten Bahnpunkt (Perigäum) durchlief und der Lauf der Erde durch den sonnenfernsten Punkt (Aphel) erst 18 Tage zurücklag, war der scheinbare Durchmesser des Mondes verhältnismäßig groß und der der Sonne recht klein, sodass es zu einer recht langen Totalität kam.

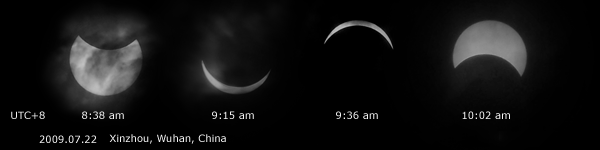
Sonnenfinsternis von Wuhan aus gesehen

Die Finsternis gehört zum Saros-Zyklus 136, die Finsternisse dieser am absteigenden Mondknoten stattfindenden Serie waren im vergangenen Jahrhundert alle total und sehr lang. Zu dieser Serie gehört auch die längste Finsternis des 20. Jahrhunderts vom 20. Juni 1955 mit einer Totalität von 7 Minuten und 8 Sekunden und die legendäre „mexikanische Sonnenfinsternis“ vom 11. Juli 1991 mit 6 Minuten und 53 Sekunden Totalität, die die direkte Vorgängerin dieser Finsternis im Saros-Zyklus ist. Auch die Sonnenfinsternis vom 29. Mai 1919, während der die von der Allgemeinen Relativitätstheorie vorausgesagte gravitative Ablenkung des Lichts überprüft und bestätigt wurde, gehört dieser Serie an.
Die folgenden Finsternisse dieses Zyklus im 21. Jahrhundert werden weiterhin total sein, die maximale Länge der Totalität wird aber abnehmen, aber auch die Finsternis vom 14. September 2099 wird noch eine Totalität von über 5 Minuten aufweisen.

## Verlauf

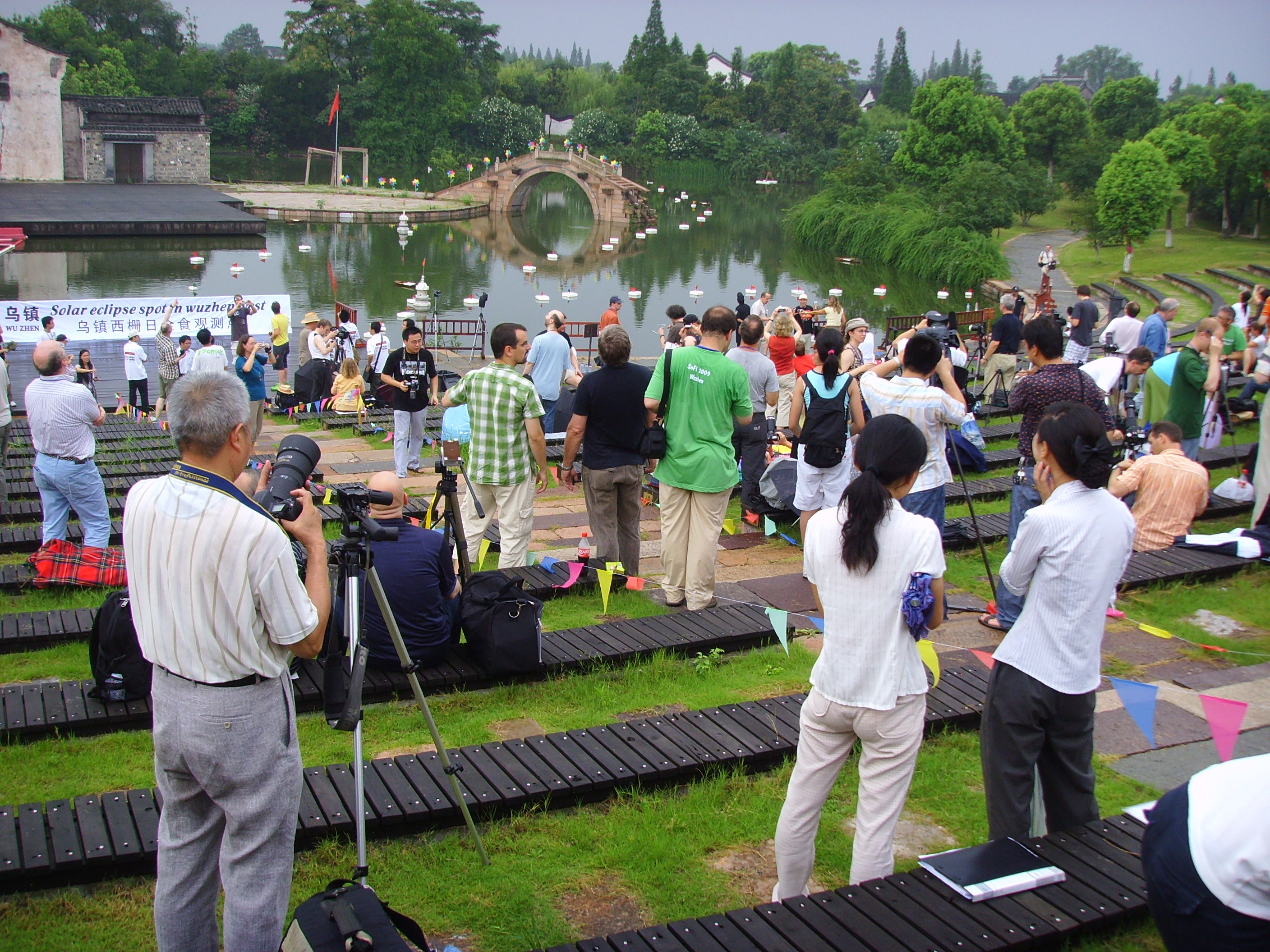
Beobachter in Wuzhen, zehn Minuten vor der Totalität

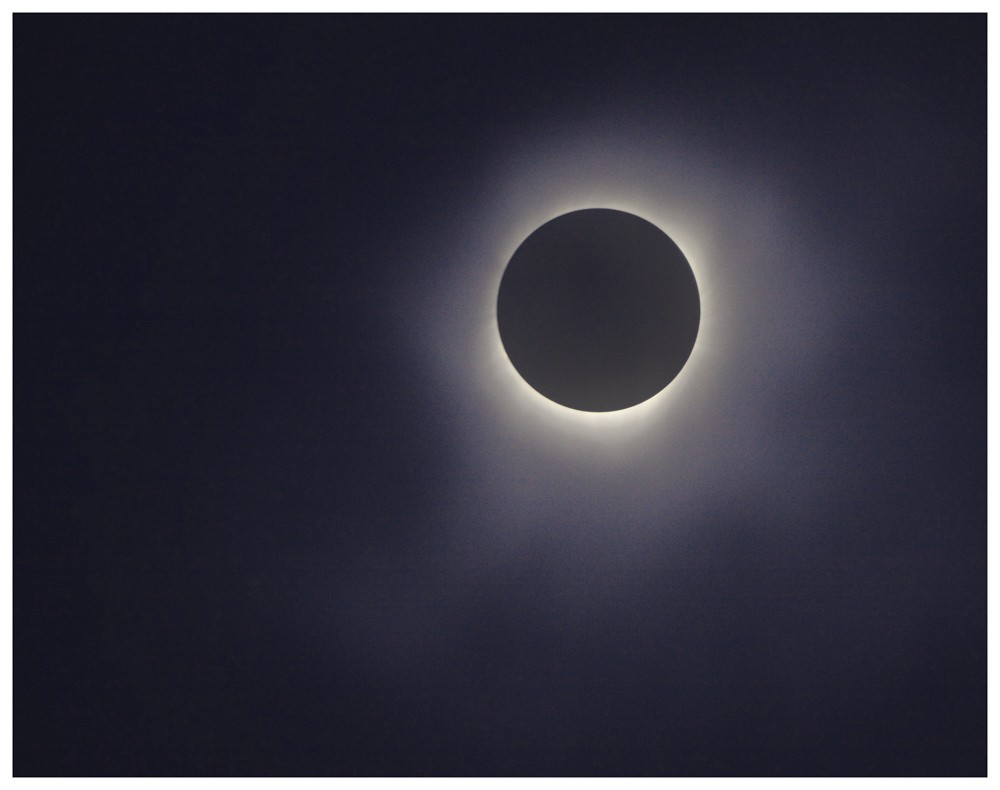
Totalität aufgenommen in Wuzhen

Der Kernschatten traf die Erde erstmals um 00:51 UT (Universal Time) im Arabischen Meer kurz vor der Westküste Indiens. Von dort zog der Kernschatten von Surat in östlicher Richtung über den indischen Subkontinent und überquerte die Millionenstädte Vadodara, Indore, Bhopal, Jabalpur, Varanasi und Patna, wo die Finsternis jeweils kurz nach Sonnenaufgang zu sehen war. Die Totalität dauerte dort bereits etwas über drei Minuten.
Der Schattenpfad streifte den Südosten Nepals und den Norden Bangladeschs, zog weiter über Bhutan und streifte um 01:10 UT den äußersten Norden Myanmars, bevor er das Autonome Gebiet Tibet in China erreichte. Im Laufe der darauf folgenden halben Stunde lagen die chinesischen Millionenstädte Chengdu, Chongqing, Wuhan, Hefei, Hangzhou und Shanghai im Bereich der totalen Verfinsterung. In Shanghai, das ein wenig nördlich der Zentrallinie liegt, dauerte die Totalität ziemlich genau fünf Minuten, wegen starken Regens war jedoch keine Sonne zu sehen, wohl aber wenige Kilometer südlich in Wuzhen.

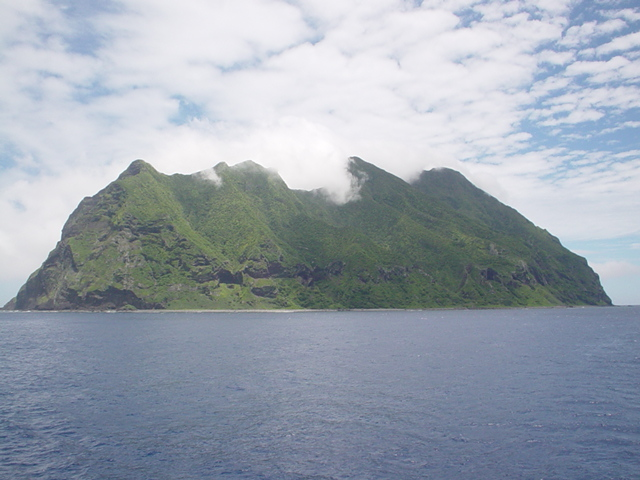
Auf der unbewohnten Vulkaninsel Kita-Iwojima wurde die längste an Land zu sehende Totalität erreicht

Anschließend verließ der Kernschatten das Festland und berührte in Folge nur noch einige wenige Inselgruppen. Zunächst überquerte der Schattenpfad das Ostchinesische Meer und die Philippinensee, bevor dieser die südlich der japanischen Insel Kyūshū liegenden Ryūkyū-Inseln erreichte. Etwa 1200 Kilometer weiter östlich im Pazifik erreichte der Kernschatten die Ogasawara-Inseln. Auf der zu dieser Inselgruppe gehörenden Vulkaninsel Kita-Iwojima trat mit 6 Minuten und 34 Sekunden die längste an Land zu sehende Totalität auf.
Auf dem weiteren Weg des Kernschattens in südöstlicher Richtung wurde um 2:35 UT das Maximum der Finsternis am Ort 24° 13′ N, 144° 6′ O im Pazifik erreicht. Bei einer Totalitätsdauer von 6 Minuten und 39 Sekunden auf der Zentrallinie erreichte die Breite der Totalitätszone hier knapp 259 Kilometer, während die Sonne mit 86° nahezu senkrecht über dem Südhorizont stand.
Nordöstlich der Salomonen, in der Nähe des Äquators, traf der Kernschatten bei den Marshall- und Gilbertinseln wieder auf Land. Diese recht weit verstreut liegenden Inseln und Atolle wurden zwischen 03:30 UT und 04:00 UT vom Kernschatten erreicht, die maximale Totalitätsdauer nahm dabei von 5 Minuten und 44 Sekunden auf 4 Minuten 37 Sekunden ab.
Der Kernschatten erreichte die Südhalbkugel und gerade so eben auch die Datumsgrenze, bevor er mitten im Pazifik um 4:17 UT die Erde verließ.